# Șofrănel
Șofrănelul (Carthamus tinctorius) este o plantă erbacee anuală din familia Asteraceae.

## Utilizare
Șofrănelul era cultivat în trecut pentru semințe si flori,care erau folosite pentru a da culoare și gust mâncării, în vopsele și în medicină. În ultimii 50 de ani, planta a fost cultivată în special pentru uleiul vegetal extras din semințe.
Florile de șofrănel sunt uneori folosite ca un înlocuitor al șofranului.

## Imagini

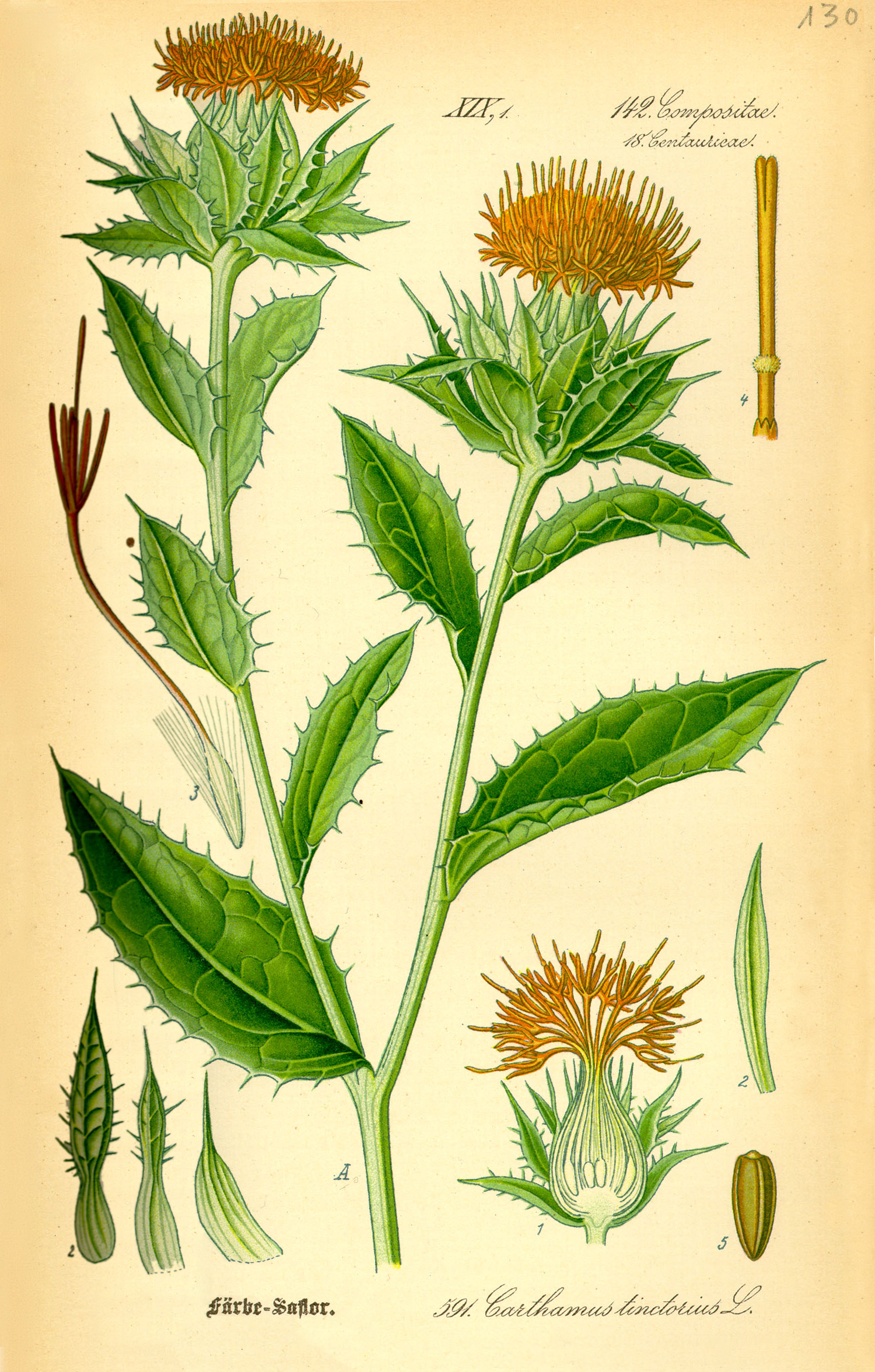
Carthamus tinctorius
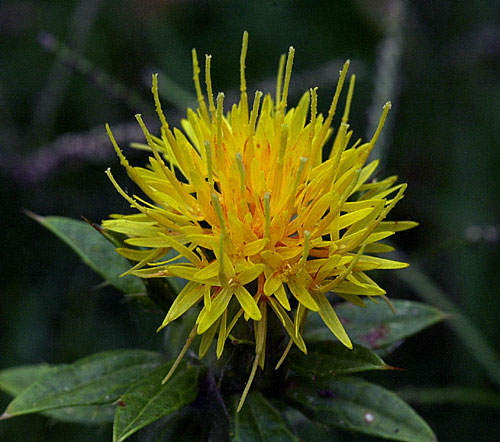
Floare de șofrănel
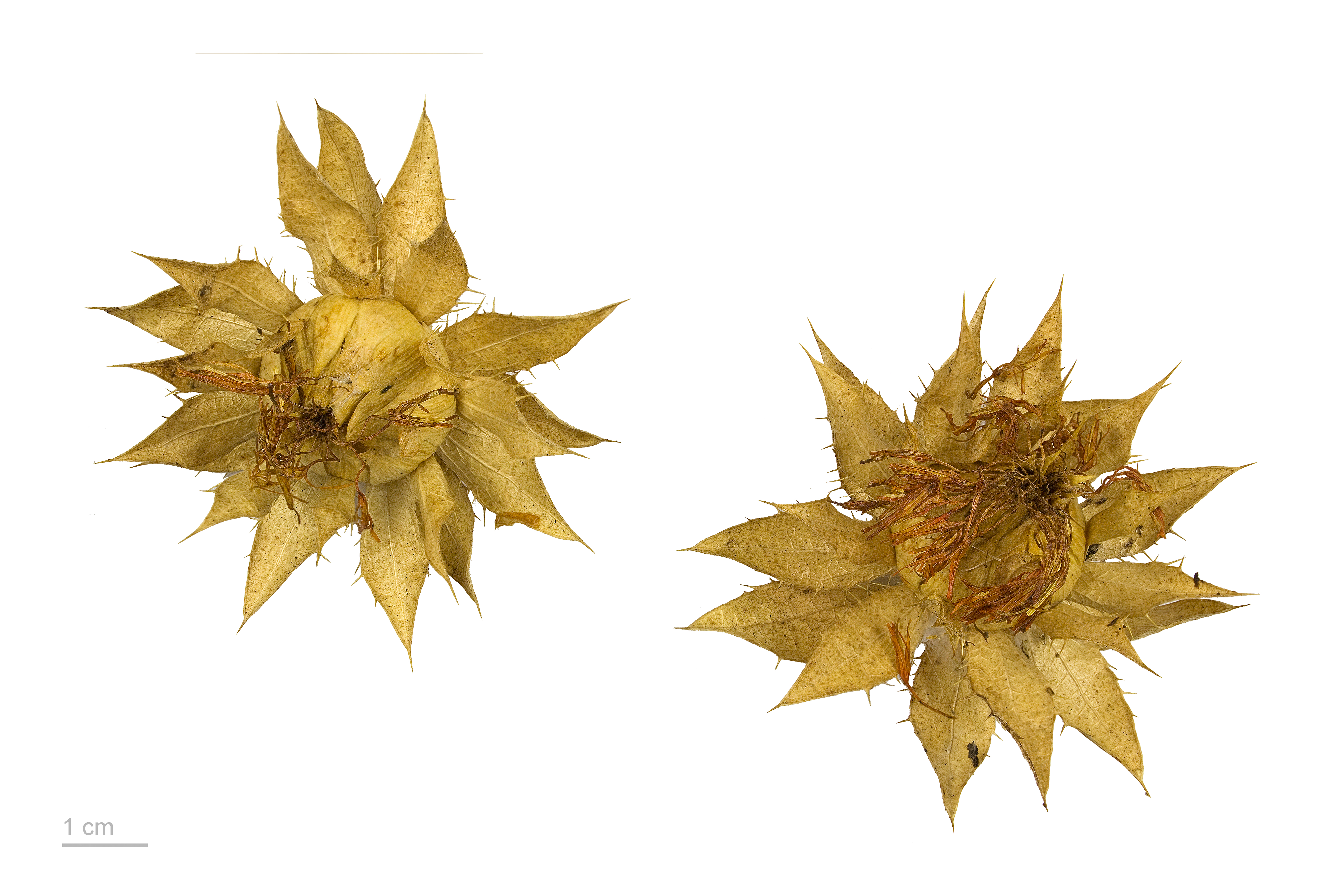
Carthamus tinctorius - Museum specimen